# Mehmetdedetekkesi, Dodurga
Mehmetdedetekkesi là một xã thuộc huyện Dodurga, tỉnh Çorum, Thổ Nhĩ Kỳ. Dân số thời điểm năm 2010 là 140 người.